# Ємець Григорій Петрович
Ємець Григорій Петрович (8 жовтня 1957, Кривий Ріг) — радянський та український легкоатлет (потрійний стрибок). Майстер спорту СРСР міжнародного класу (1983).

## Біографія
Народився 8 жовтня 1957 року у місті Кривий Ріг.
У 1978 році закінчив Криворізький гірничорудний інститут.
У 1980—1983 роках — інструктор зі спорту.

## Спортивна кар'єра
У 1979—1986 роках виступав за спортивний клуб «Богатир» спортивного товариства «Авангард» у Кривому Розі. Тренувався у Володимира Чернятевича.
У 1983—1987 роках — член збірної УРСР з легкої атлетики.
Чемпіон і рекордсмен Європи з легкої атлетики у приміщенні 1984 року в потрійному стрибку (Гетеборг, Швеція — 17,33 м), VIII Спартакіади України. Рекордсмен України, призер чемпіонатів СРСР, переможець та призер міжнародних змагань в Італії, Австрії, Польщі та Великій Британії.
У 1984 році, він встановив найкращий результат у своїй кар'єрі на відкритому повітрі — 17,30 м у Донецьку. Григорій Ємець був обраний представляти Радянський Союз на Іграх Дружби, але посів лише восьме місце.
Його найвищим світовим рейтингом було дев'яте місце у сезоні 1983 року, а після 1985 року він випав з топ-25.

## Нагороди
- Чемпіон Європи з легкої атлетики у приміщенні: 1984
- Майстер спорту СРСР міжнародного класу (1983).